# Verdronken Land van Saeftinghe

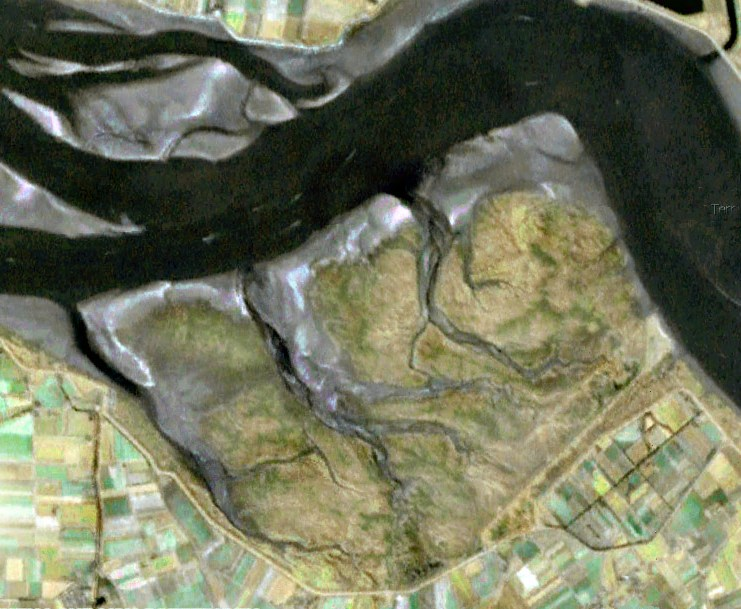
Satellitenfoto des Verdronken Land (2008), unten rechts der Hertogin Hedwigepolder

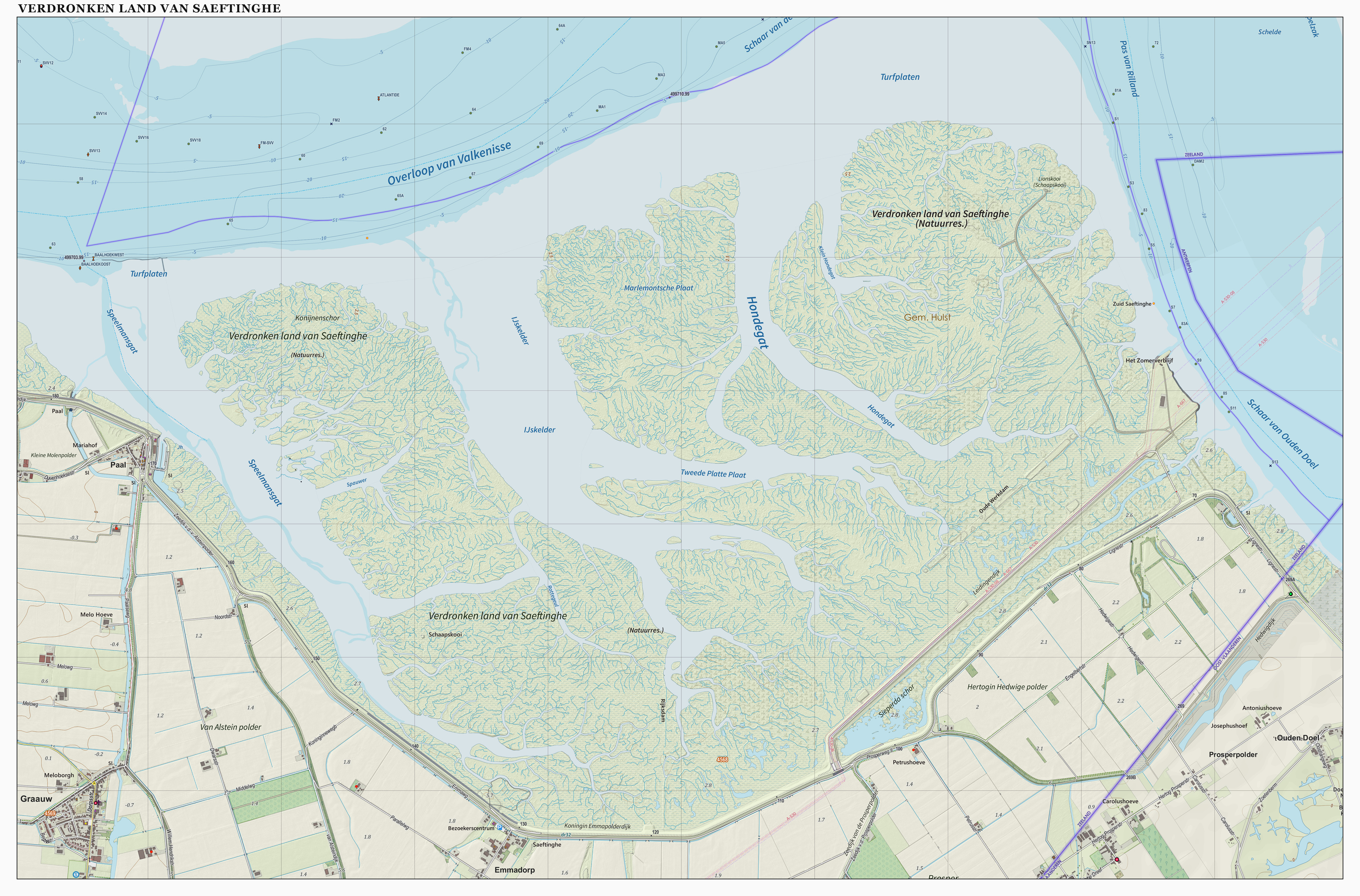
Topographische Karte (2015)

Das Verdronken Land van Saeftinghe (Versunkenes Land von Saeftinghe) ist ein atlantisches Salzwiesengebiet an der Grenze der Niederlande zu Belgien. Der größte Teil des Gebietes liegt in Zeeuws Vlaanderen an der Westerschelde. Sie führt als Meeresarm der Nordsee Salzwasser, das sich mit dem Süßwasser des Flusses Schelde zu Brackwasser vermischt. Das 3550 Hektar große Verdronken Land bildet die größte Salzwiesenlandschaft in Europa. Das Gebiet und die Westerschelde sind als Naturschutzgebiet Westerschelde & Saeftinghe geschützt und Teil des europäischen Natura-2000-Netzwerks.

## Geschichte

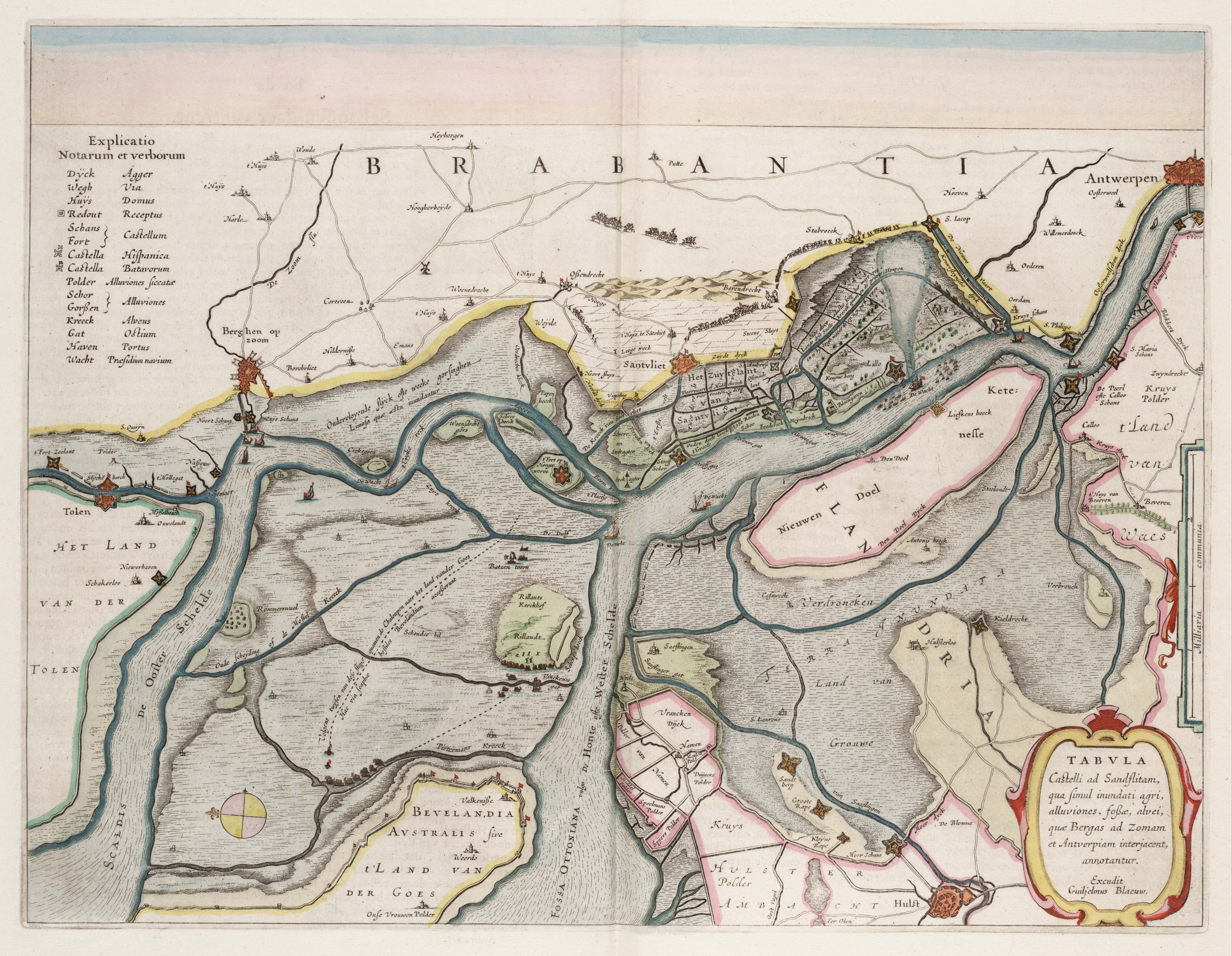
Die Karte der Westerschelde von 1664 (links ist Norden) zeigt die durchstochenen Deiche entlang der Bildmitte rechts. Saeftinghe liegt unterhalb davon. Die Lagen von Casuwele und Sint Laureins sind noch erkennbar. Der Polder zog sich bis Den Doel auf der Insel Niewen Doel, rechte Bildmitte.

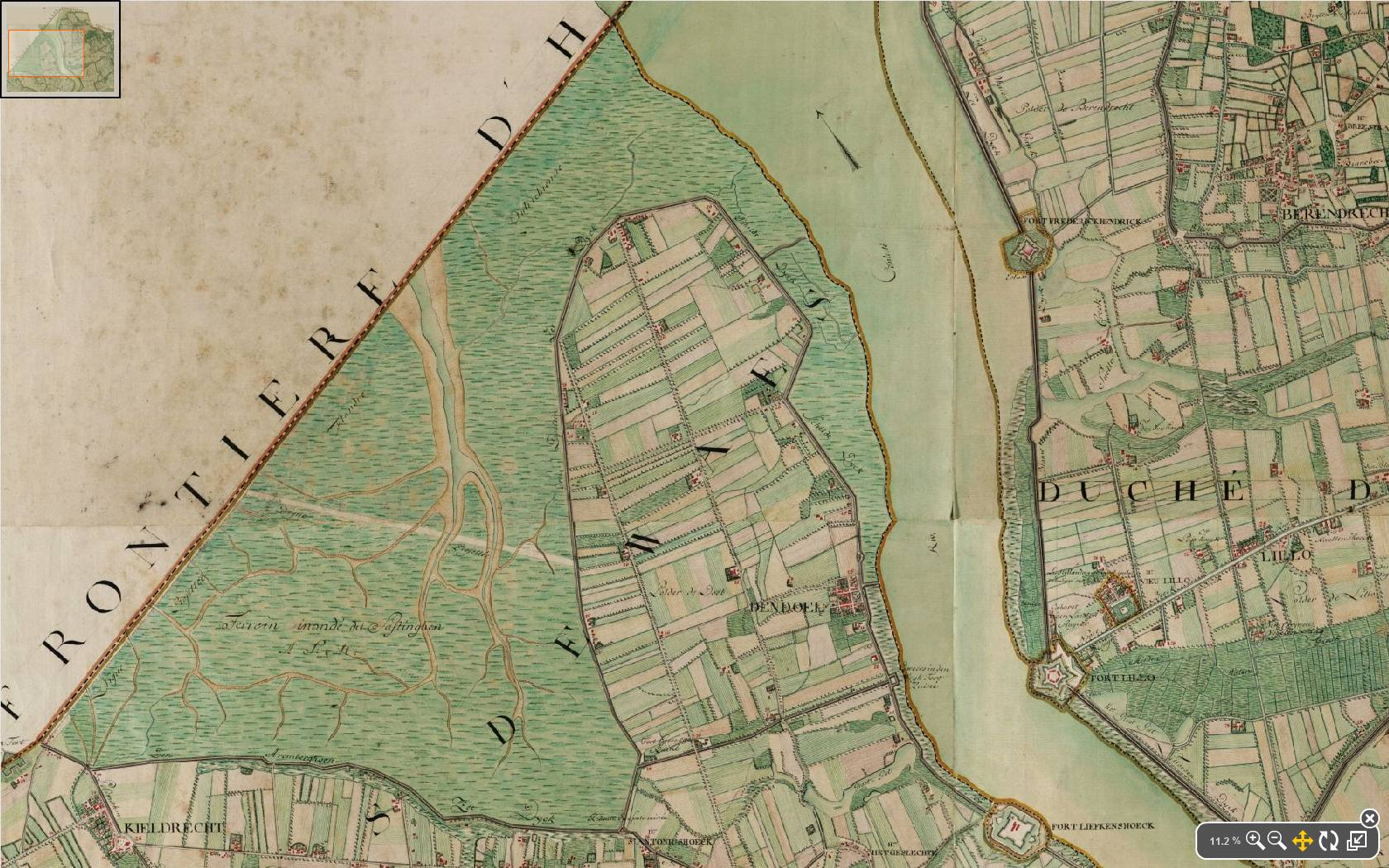
Der belgische südöstlichste Teil des Gebietes, Karte von 1775. Das Gebiet wurde nach 1846 zum Prosperpolder. Die Renaturierung von dessen nördlichstem Teil als Ausgleichsfläche für die Erweiterung des Hafens von Antwerpen hat begonnen. Die Wiesen entlang der Schelde sind erhalten.

Seit dem 12. Jahrhundert wurde das heutige Naturschutzgebiet regelmäßig von Überschwemmungen heimgesucht. Unter der Verwaltung der Zisterzienser-Klöster Ter Doest und Ten Duinen wurde die Region um Saefthinghe, die zunächst zum Heiligen Römischen Reich gehörte und der Diözese Utrecht unterstand, ab dem 11. Jahrhundert trockengelegt. Zur Herrschaft Saefthinge gehörten vier Dörfer: Saeftinghe selbst, Namen, Sint Laureins und Casuwele sowie weitere Weiler. Um 1279 ließ Margarete von Flandern, inzwischen die Grundherrin, in Saeftinghe ein Kastell, das Saeftingher Slot, errichten, das strategisch günstig an der Gabelung von Schelde und einem Schelde-Arm, der Honte, lag. Das Kastell diente als Zollhaus, wo die Schiffe von und nach Antwerpen Maut entrichten mussten. Zu diesem Zweck wurde in der Nähe ein Hafen errichtet, in dem die Schiffe anlegen konnten. Die genaue Lage des Kastells ist heute unbekannt.
Das Gebiet um Saefthinge war fruchtbares Polderland; die dort lebenden Menschen betrieben Landwirtschaft und bauten Torf ab. Bei zwei Fluten, 1530 und 1570, wurde das Gebiet, das schon zuvor von mehreren Sturmfluten betroffen gewesen war, nahezu gänzlich überschwemmt. Die Deiche wurden jeweils zum Teil wieder hergestellt, nach der Flut von 1530 etwa unter der Heranziehung von Arbeiterinnen und Arbeitern aus Antwerpen. Dennoch reichte die Wasserfläche bis Beveren, Verrebroek und Sint Gillis in Belgien. Saeftinghe und der Kirchturm von Namen aber blieben zunächst bestehen; die Glocken von Namen wurden 1664 heruntergeholt und im nahegelegenen Dorf Graauw im Kirchturm wieder aufgehängt. Während des Achtzigjährigen Krieges durchstachen 1584 niederländische Truppen (Geusen) aus strategischen Gründen die restlichen Deiche, um zu verhindern, dass die Städte Gent, Brügge und Antwerpen in spanische Hände gerieten. Saeftinghe versank im Wasser; das Gebiet rund um den Ort war „verdronken“ („ertrunken“).
Im 17. Jahrhundert begann man, erneut Flächen einzudeichen, was jedoch nur zum Teil erfolgreich war. So verschwand der Polder von Namen 1715 endgültig. Das letzte neukultivierte Gebiet war 1907 der Hertogin Hedwigepolder.
Bis heute werden Reste von versunkenen Häusern und Kirchen angeschwemmt oder gefunden. Diese Funde werden von der Stiftung Stichting Cultureel Erfgoed Zeeland gesammelt, untersucht und dokumentiert, es werden aber keine gezielten Suchaktionen oder Ausgrabungen durchgeführt.
Bis zum Bau der Deltawerke (fertiggestellt 1997) gab es in der Nähe von Saeftinghe mehrere Häfen: In den Niederlanden waren dies die fünf Häfen von Paal, Emmadorp und Baalhoek, der Hertogin Hedwigehaven sowie der Kruispolderhaven; auf der belgischen Seite lag der Prosperhaven. Nur der Hafen von Paal besteht noch, die anderen sind durch die Deichbauten verschwunden.

### Unterschutzstellung
1975 erhielt das Verdronken Land van Saeftinghe den offiziellen Status eines Naturdenkmals. Der niederländische Staat übertrug die Verwaltung des Gebietes an die Stiftung Het Zeeuwse Landschap. In den 1980er Jahren wurde das Gebiet in die Liste der Important Bird Areas des International Council for Bird Preservation aufgenommen. Das Gelände steht seit dem 18. Juli 1995 zusammen mit der gesamten Westerschelde mit einer Fläche von 195 km² unter dem Schutz der Ramsar-Konvention.
Im Juli 1998 wurde das Gebiet zusammen mit der Westerschelde unter dem Namen „Westerschelde & Saeftinghe“ als Gebiet von gemeinschaftlicher Bedeutung vorgeschlagen und im Dezember 2004 als solches anerkannt. Durch die Unterschutzstellung als Naturschutzgebiet nach nationalem Recht wurde das Gebiet im Februar 2010 als Besonderes Erhaltungsgebiet (FFH-Gebiet) anerkannt. Das FFH-Gebiet hat heute eine Fläche von 441 km², das Naturschutzgebiet umfasst 437 km².
Bereits im März 2000 wurde das Gebiet mit einer Fläche von 437 km² als europäisches Vogelschutzgebiet gemeldet und somit Teil des Natura-2000-Netzwerks.

## Legende
Es gibt eine Legende zur Entstehung des „Versunkenen Landes“: Danach waren die Dorfbewohner von Saeftinghe eitel und hochmütig. Eines Tages fing ein Fischer eine Meerjungfrau, und der Wassermann forderte seine Frau zurück. Der Fischer lehnte dies ab, woraufhin der Wassermann einen Fluch aussprach: „Das Land von Saefthinghe wird untergehen, nur seine Türme bleiben bestehen“, oder auch: „Namen, Namen wird vergehen, nur sein Turm wird weiter bestehen.“ („Namen“ bezieht sich auf den Ort.) Manchmal sieht man im Nebel weiße Formen in der Umgebung: Das sollen die Geister ertrunkener Menschen sein, die hier weiter wandern.

## Geographie

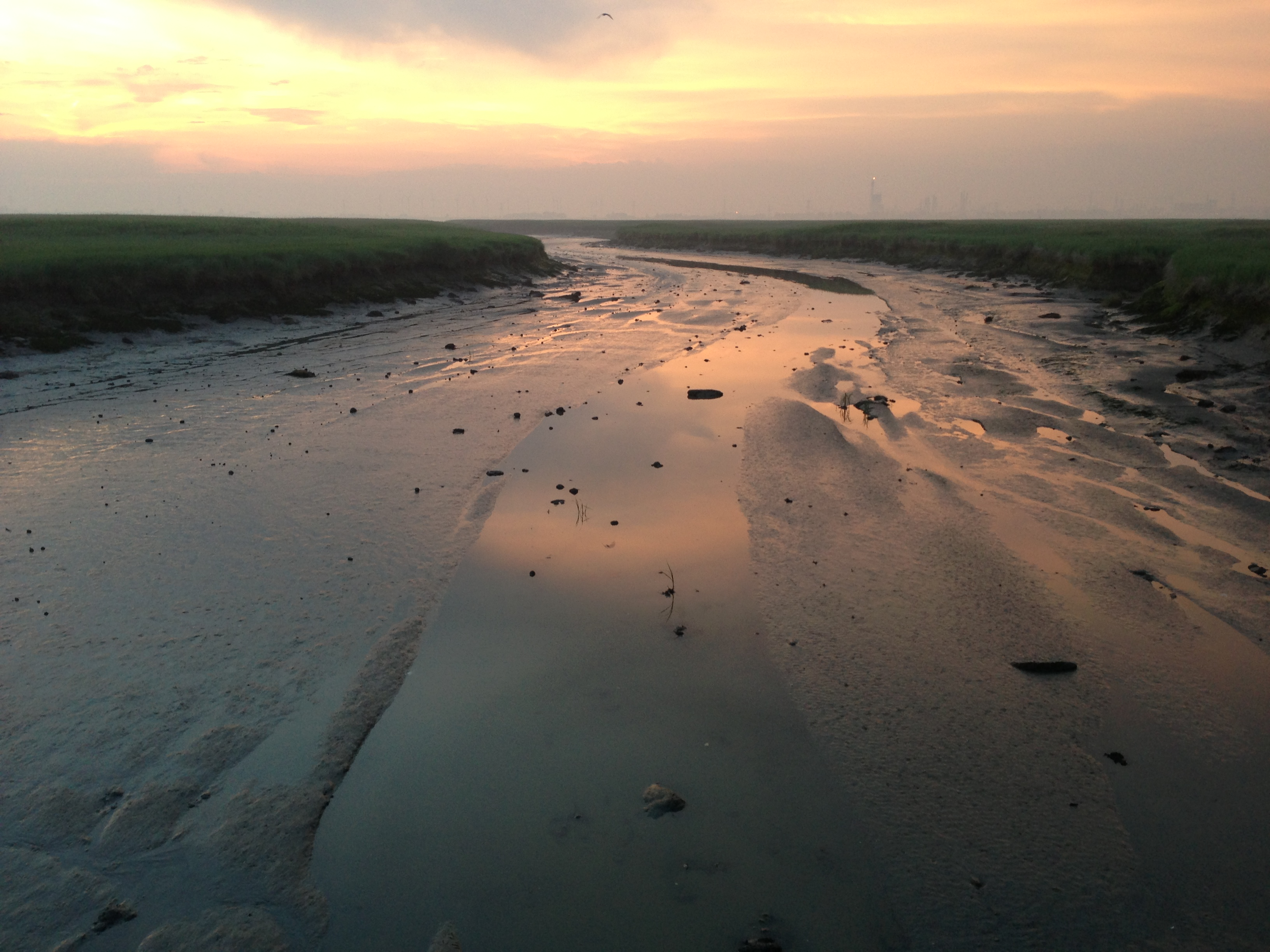
Priele im Verdronken Land

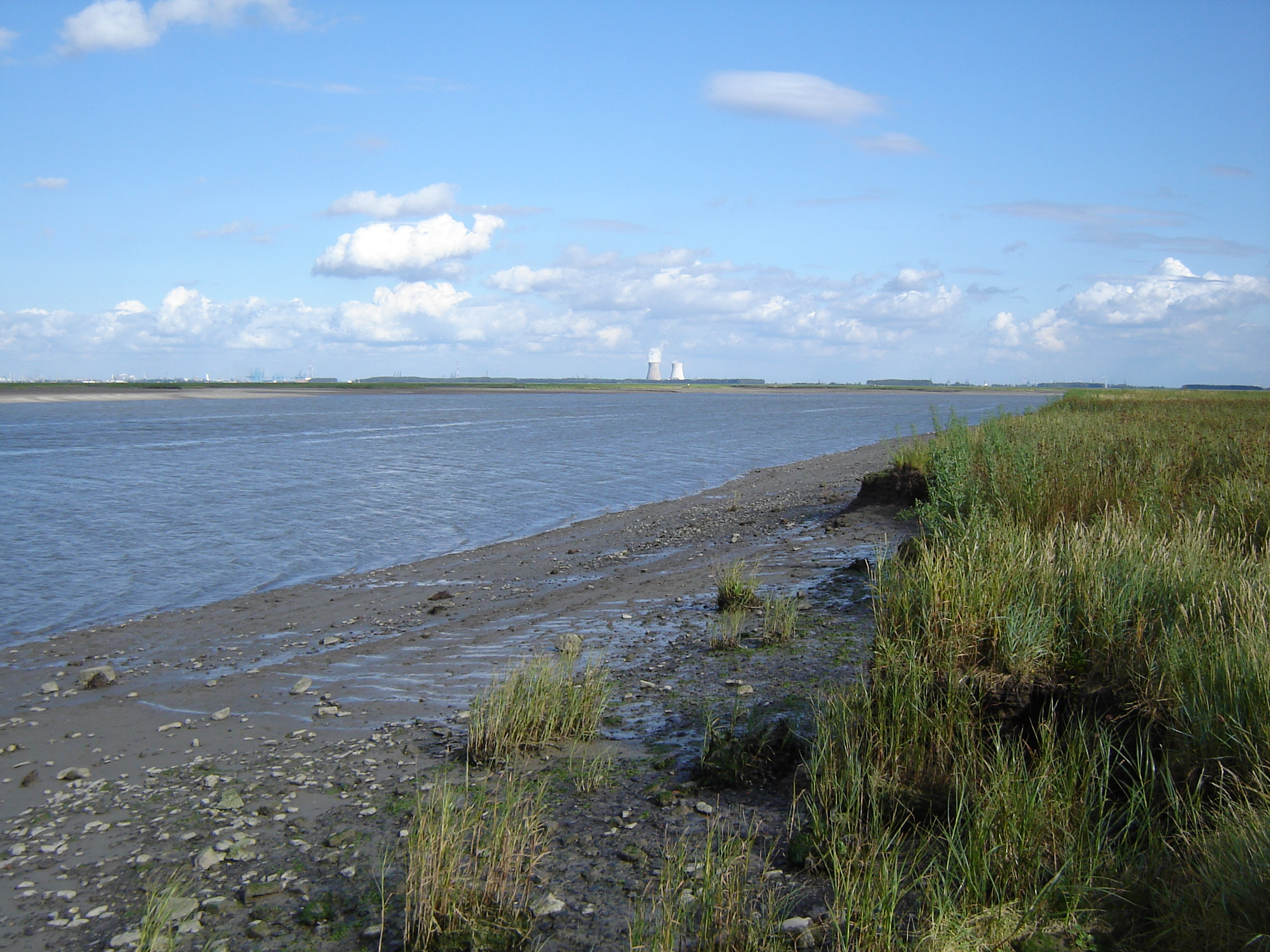
Das Speelmansgat, im Hintergrund das belgische Kernkraftwerk Doel

Das Verdronken Land van Saeftinghe bildet das größte Salzwiesengebiet Europas. Das Gebiet reicht von Baalhoek im Westen bis zum Kernkraftwerk Doel im Osten. Das Gebiet ist 3580 Hektar groß und besteht aus Schlick und Salzwiesen mit zahlreichen Prielen. Die drei größten Salzwiesen sind das Speelmansgat, der IJskelder und das Hondegat. Dazwischen liegen einige kleinere Wiesen und Bänke wie der Spauwer, die Konijnenschor, de Noord und die Marlemontse plaat.
Der Unterschied zwischen Flut und Ebbe beträgt am höchsten Punkt des Geländes durchschnittlich 4,80 Meter, bei Springflut kann der Unterschied bis zu sieben Meter betragen. Der Gezeitenunterschied ist der größte in den Niederlanden.
Bis in die 1950er Jahre hinein gab es Pläne, das Verdronken Land van Saeftinghe mit Poldern einzudeichen. Zu diesem Zweck wurde der Rijksdam im Norden von Emmadorp am östlichen Rand des Gebiets entlang des Schaar van Ouden Doel errichtet. Letztlich wurde der Deichplan nicht umgesetzt. Ebenfalls in den 1950er Jahren gab es Pläne, an Baalhoek vorbei den sogenannten Baalhoekkanaal zu bauen, um den Weg nach Antwerpen abzukürzen. Auch diese Pläne kamen nicht zur Ausführung. Um die Wasserstraße für große Schiffe nach Antwerpen geeignet zu machen, wurde die Westerschelde aber ab 1997 weiter ausgebaggert, was nicht ohne Auswirkungen auf das Naturschutzgebiet blieb.

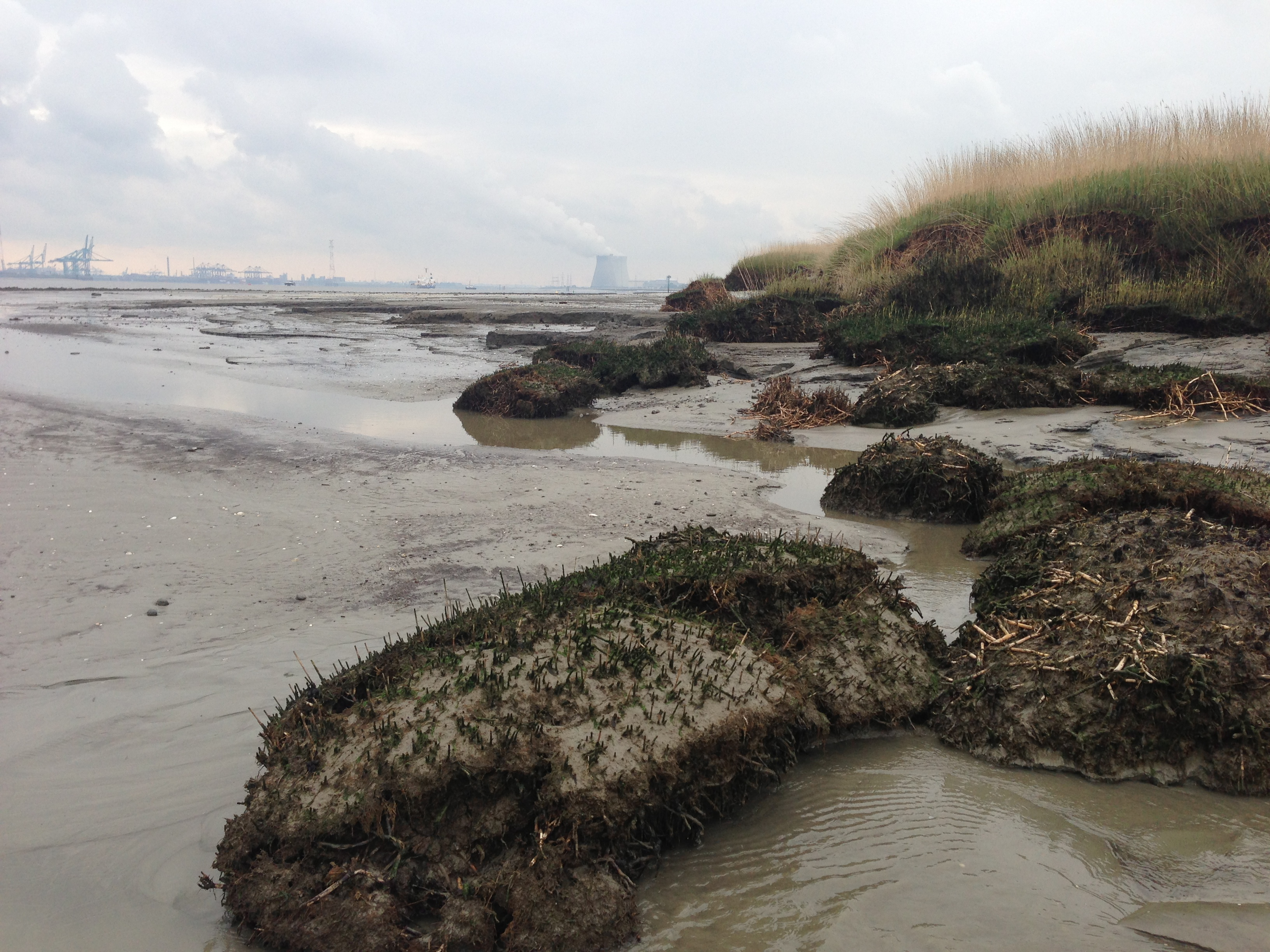
Erosion der Salzwiesen am Rande von Saeftinghe an der Westerschelde

1965 wurde parallel zum Seedeich am Hertogin Hedwigepolder der sogenannte Gasdam angelegt. Dabei handelt es sich um einen etwa fünf Meter hohen, mehrere dutzend Meter breiten und etwa drei Kilometer langen Damm aus Sand, durch den eine Reihe von Rohren für Gas, Wasser und Chemikalien geführt werden.
Ein schmaler von Osten nach Westen verlaufender Streifen zwischen Seedeich und Gasdam – insgesamt eine Fläche von mehr als 100 Hektar im Südosten des Verdronken Land – war nach dem Bau des Gasdams nur durch eine enge Öffnung an der Ostseite für Meerwasser zugänglich. Die Erbauer des Gasdams errichteten für den Eigentümer der Fläche einen Sommerdeich, damit das Wasser nicht eindringen konnte. So entstand ein kleiner Polder ohne offiziellen Status, im Volksmund Selenapoldertje genannt. Nach einem Durchbruch während eines heftigen Sturms am 13. November 1990 wurde der Kai nicht repariert, sondern das Land von der Stichting Landschapsbeheer Zeeland erworben. Der Kauf wurde zu einem wesentlichen Teil aus dem Erbe des Richters B. S. Sieperda aus Middelburg finanziert, dessen Hobby Vogelbeobachtung war, weshalb der ehemalige Polder im Juni 1993 in Sieperdaschor umbenannt wurde. Intensive Forschungen zu dieser ungeplanten Entpolderung ergaben, dass sich dort viele Vogelarten angesiedelt hatten.

## Konflikt um denHertogin Hedwigepolder

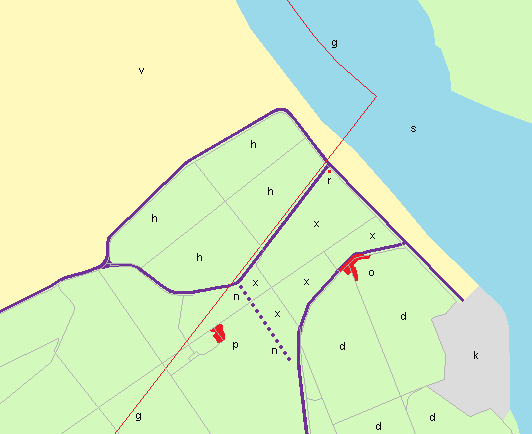
Der Hertogin Hedwigepolder (h), umgeben von dem Verdronken Land van Saeftinghe (v), der Schelde (s) und dem Prosperpolder (die angrenzende grüne Fläche). Auch ein Teil des Prosperpolder (x) soll entpoldert werden und ein neuer Deich (n) dessen Rest beschützen. Weitere Punkte auf der Karte sind: das Kernkraftwerk Doel (k), der Doelpolder (d), die Radartürme (r), die Grenze zwischen den Niederlanden und Belgien (g), Oude Doel (o) sowie die Bauerngehöfte Prosperpolder (p) und Emmadorp (e)

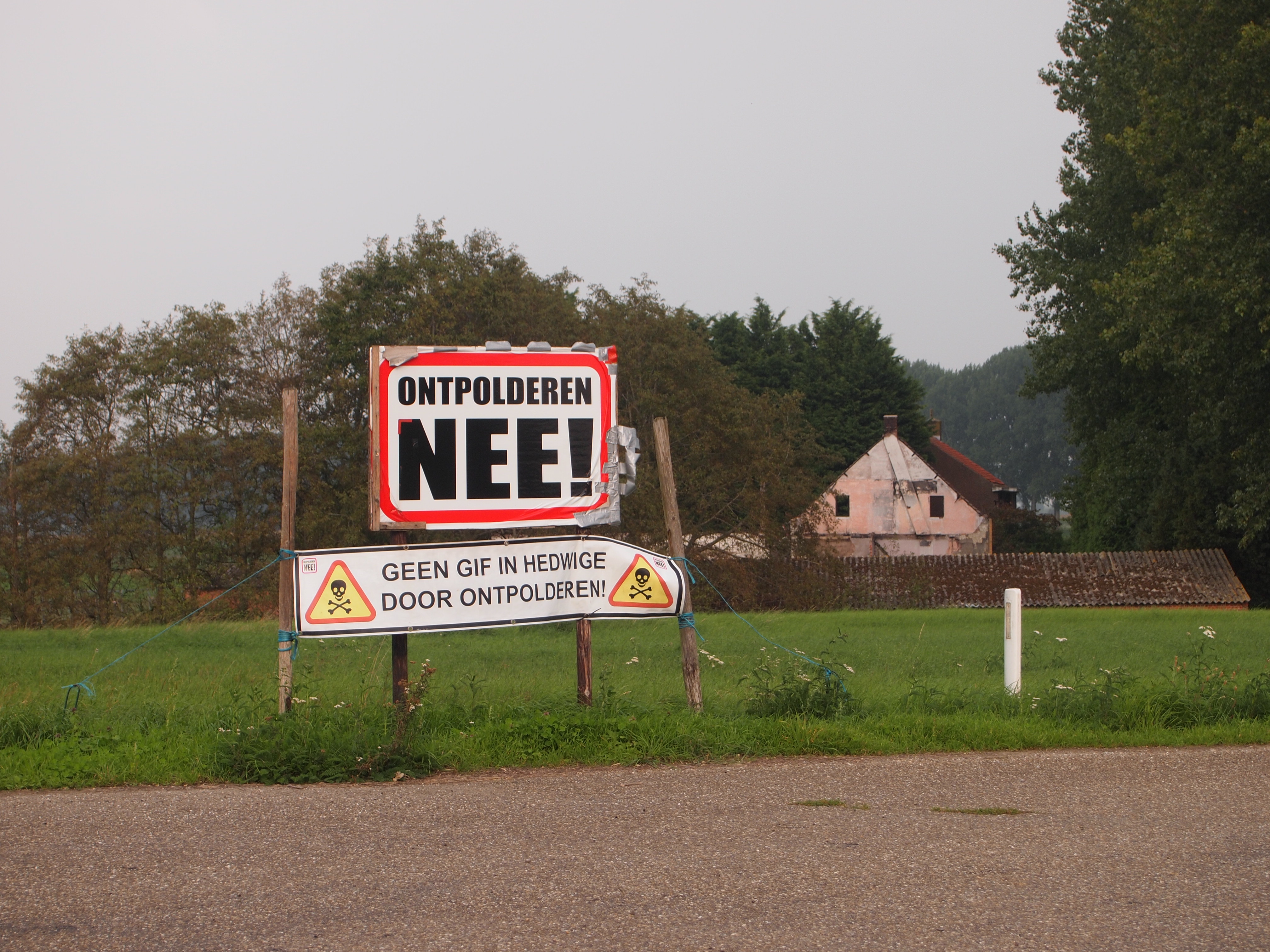
Protestplakat gegen die Entpolderung

Das Gebiet des heutigen Hertogin Hedwigepolder, südlich des Verdronken Land van Saeftinghe und des Sieperdaschors gelegen, war seit dem 13. Jahrhundert eingedeicht, bis die Deiche 1584 durchstochen und das Gebiet überflutet wurde. Ab dem 17. Jahrhundert wurden sukzessive neue Polder angelegt, im Jahre 1907 als letztes der Hertogin Hedwigepolder. Die Fläche des Polders beträgt auf niederländischem Grund 2,99 Quadratkilometer, ein kleiner Teil liegt in Belgien und grenzt an den Prosperpolder, der jeweils zur Hälfte zu den Niederlanden und zu Belgien gehört.
Der Polder befand sich im Besitz der ursprünglich aus der Eifel stammenden Hochadelsfamilie Arenberg, die über umfangreichen Grundbesitz in Westeuropa verfügte. Benannt wurde er nach Hedwige de Ligne (1877–1938), der belgischen Ehefrau von Herzog Engelbert-Maria von Arenberg, einem Enkel von Prosper Lodewijk van Arenberg, Namensgeber des Prosperpolders. Die Straßen im Polder tragen die Namen ihrer Kinder Engelbert, Erik und Lydia. Nach dem Ersten Weltkrieg wurden die umfangreichen Besitztümer der Familie in Frankreich und in Belgien beschlagnahmt, da Arenberg auf deutscher Seite am Krieg teilgenommen hatte. 1932 gelangte der Polder in den Besitz des Urgroßvaters des späteren Eigentümers Gery De Cloedt.
2005 wurde der Westerschelde-Vertrag zwischen den Niederlanden und der belgischen Region Flandern unterzeichnet. Darin wurde eine Vertiefung der Fahrrinne in der Westerschelde von sechs auf 13 Meter vereinbart, um den Hafen von Antwerpen für große Schiffe besser erreichbar zu machen. In dem Abkommen war vorgesehen, dass dieser Eingriff in das Ökosystem der Westerschelde im Rahmen des Sigma-Plans durch eine Flutung des Hertogin Hedwigepolder kompensiert werden sollte. „Folge war ein jahrelanges Tauziehen zwischen den Niederlanden und Belgien, zwischen Aktivisten und Politik sowie zwischen Eigentümer und Staat.“ Änderungen von Positionen der niederländischen Regierung waren auch verschiedenen Regierungswechseln geschuldet. Erst auf Druck der EU erklärte sich die niederländische Regierung 2012 bereit, den Hedwigepolder zu entpoldern und von der Westerschelde fluten zu lassen, nachdem sie vergeblich andere Flächen in der Nähe von Vlissingen zum Ausgleich angeboten hatte.
De Cloedt, der in dem Herrenhaus auf dem Polder aufgewachsen ist, wehrte sich jahrelang gegen eine drohende Enteignung und Entpolderung seines Landes durch die niederländische Regierung. Anfang 2018 entschied der Oberste Gerichtshof der Niederlande, dass die geplante Flutung rechtens sei; zwei Klagen von De Cloedt vor dem Europäischen Gerichtshof für Menschenrechte wurden nicht angenommen. Er erhielt als Entschädigung 15 Millionen Euro, verklagte die Regierung aber auf eine höhere Summe.
Auch Aktivisten protestierten gegen die Flutung des Polders, wie etwa die Gruppe Red Onze Polders (Rettet unsere Polder), die anlässlich der endgültigen Entscheidung zur Flutung ihre Protestschilder und -banner auf dem Polder öffentlich in Brand setzte. Die Verträge und die folgenden Entscheidungen seien ohne Beteiligung der Bewohner von Zeeland erfolgt, die auch nicht umfassend informiert worden seien. Die Gegner der Flutung befürchten zudem, dass diese eine Verschlammung des Wasserweges auf Dauer nicht verhindern werde und deshalb in Zukunft weitere Polder zur Disposition stehen könnten.
18 Pächter mussten die Weiden und Felder verlassen, der Eigentümer seine Häuser zurücklassen, die zurückgebaut und asbesthaltige Teile beseitigt werden; allein 917 Bäume mussten gefällt werden. Die flämische Regierungsbehörde De Vlaamse Waterweg nv wird 32 Millionen Euro investieren. Sie hat auch die Aufsicht über die Arbeiten, was bei den Niederländern zu weiterer Verstimmung führte; Kritiker bezeichneten dies als „faktische Annexion“ der Niederlande durch Belgien. Die Belgier wiederum haben aus historischen Gründen das „Trauma“, die Niederlande könnten die Westerschelde für die Durchfahrt von Schiffen nach Antwerpen schließen oder damit drohen, um damit den eigenen Hafen in Rotterdam zu bevorteilen.
Erste Erdarbeiten begannen im März 2020, der Durchbruch erfolgte im Oktober 2022. Zusammen mit einem angrenzenden Teil des Prosperpolder und dem Sieperdaschor entstand ein neues, insgesamt 470 Hektar großes Gezeitengebiet, das mit dem Verdronken Land den Grenspark Groot-Saeftinghe bildet. Mit der ausgehobenen Erde wurde ein Hügel angeschüttet, der als Aussichtspunkt genutzt wird. Unter den Unternehmen, die sich um die europaweit ausgeschriebenen Erdarbeiten bewerben, befand sich auch das von Gery De Cloedt.

## Natur im „Verdronken Land“

### Flora
Das Gebiet ist zu 70 Prozent von Strandpflanzen und Schilf bewachsen. Der Rest des Gebietes besteht aus Sandbänken, Gräben und Prielen. Das Salzwasser aus der Nordsee und das Süßwasser aus der Schelde vermischen sich; die Westseite ist salziger als die Ostseite. Je weiter es landeinwärts geht, desto süßer wird das Wasser. Auf dem salzhaltigen Sumpfgebiet hat sich eine Flora entwickelt, die typisch für eine Brackwasserumgebung ist. Arten wie Echtes Löffelkraut, Strand-Aster, Strandbinse, Milchkraut, Strand-Dreizack, Salzgras und Bodden-Binse sind üblich. Weniger verbreitet sind Sellerie, Salz-Hasenohr und Kleines Tausendgüldenkraut.

### Vögel
Das Verdronken Land ist ein wichtiges Gebiet für Brut- und Zugvögel, die dort leben oder durchziehen. Darunter finden sich Graugänse, Rohrweihen, Bartmeisen, Blaukehlchen, Wasserrallen, Schilfrohrsänger, Teichrohrsänger, Rohrschwirle, Rohrammern, Feldschwirle sowie Tüpfelsumpfhühner. Im Winter leben im Schilf zahlreiche Greifvögel wie die Kornweihe.
Die meistverbreitete Gänseart ist die Graugans. In den 1940er und 1950er Jahren zogen die Gänse durch das Gebiet, von denen maximal 200 Exemplare blieben. Seit 1975 hat diese Zahl ständig zugenommen, von maximal 1500 bis zu 25.000 bis 40.000 Vögeln in den 1990er Jahren. Bis 2000 nahm die Zahl weiter zu, seitdem gab es einen Rückgang. Diese große Anzahl von Gänsen zieht Greifvögel an, darunter im Winter Seeadler. Durchschnittlich 5000 bis 7000 Strandpieper überwintern hier, die sich hauptsächlich von Kegeligen Marschenschnecken (Assiminea grayana) ernähren.

### Fische und Schalentiere
In Saeftinghe kommen Süßwasser-, Salzwasser- sowie Brackwasserfische vor. Beobachtet wurden unter anderem Flundern, Strandgrundeln, Schollen, Stichlinge, Meeräschen, Heringe, Seenadeln, Aale und Wolfsbarsche. Untersuchungen haben ergeben, dass Saeftinghe für Flundern und Meeräschen als Brutstätte dient. Neben den Fischen finden sich Garnelen und Krabben als Vertreter dieser Epifauna.

### Säugetiere
1990 wurde zum ersten Mal nach 30 Jahren ein Seehund in den Gewässern von Saeftinghe gesichtet. Seitdem haben sich die Platen van Valkenisse, nördlich des Verdronken Land in der Mitte der Westerschelde vor Waarde gelegen, zum wichtigsten Ruheplatz für Seehunde in der östlichen Schelde entwickelt. Von dort aus gehen die Seehunde in den Prielen von Saefthinghe auf Futtersuche. Weitere Säugetiere sind Wander- und Bisamratten, Kaninchen, Hasen und Füchse, bisweilen auch Iltisse, Rehe und Hermeline.

### Insekten
Saefthinghe beherbergt Populationen mit Tausenden von Salz-Seidenbienen (Colletes halophilus). Diese Bienenart lebt nicht in Völkern, sondern solitär. Sie gräbt Nester in den sandigen Böden und ist auf Strand-Astern spezialisiert, weshalb ihr Lebensraum in Europa mittlerweile stark eingeschränkt ist. Epeolus tarsalis ist ein Brutparasit der Bienen.
Eine seltene europäische Art, die im Verdronken Land lebt, ist die Grabwespe Mimumesa sibiricina, von der es in Westeuropa nur wenige isolierte Populationen gibt, wovon diese hier vorkommende die größte bekannte ist. Zudem kommen zwei Arten von Bremsen vor (Haematopota bigoti und Hybomitra expollicata).

### Wasserbüffel
Im Sommer 2020 wurden sieben Wasserbüffel im Verdronken Land angesiedelt. Sie werden zur natürlichen Beweidung genutzt: Die Tiere fressen das Schilf in sumpfigem Gelände, damit andere Pflanzen wachsen können.

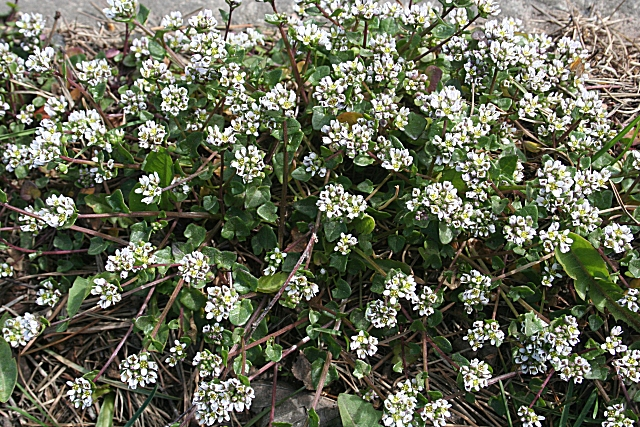
Echtes Löffelkraut
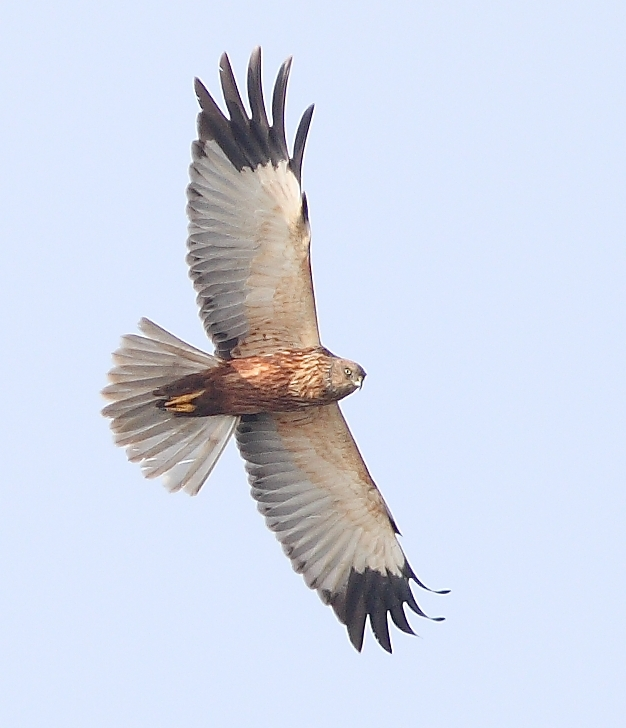
Rohrweihe
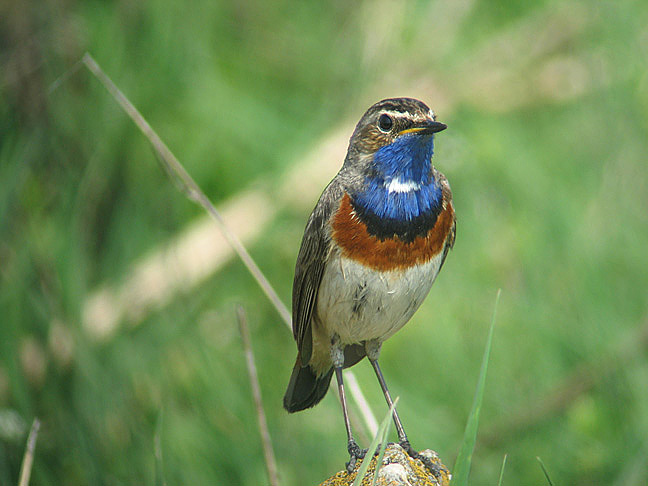
Blaukehlchen
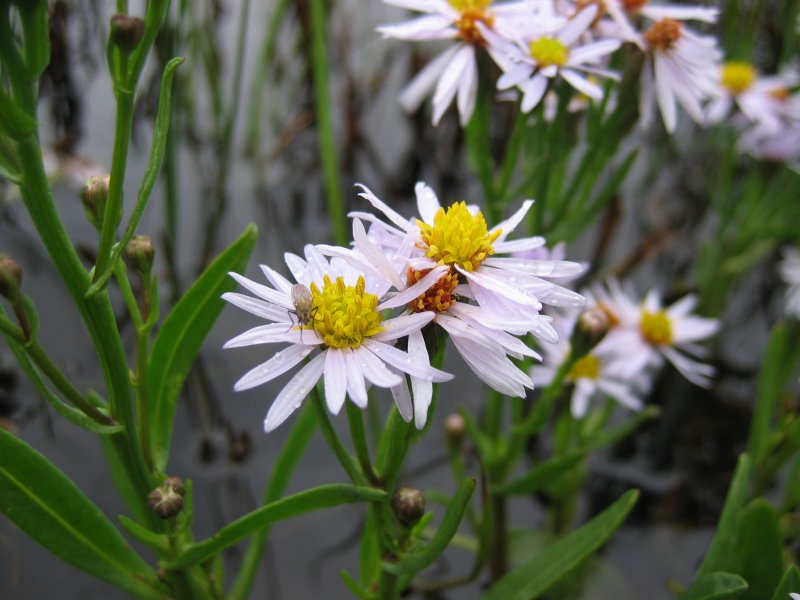
See-Aster

## Besucherzentrum

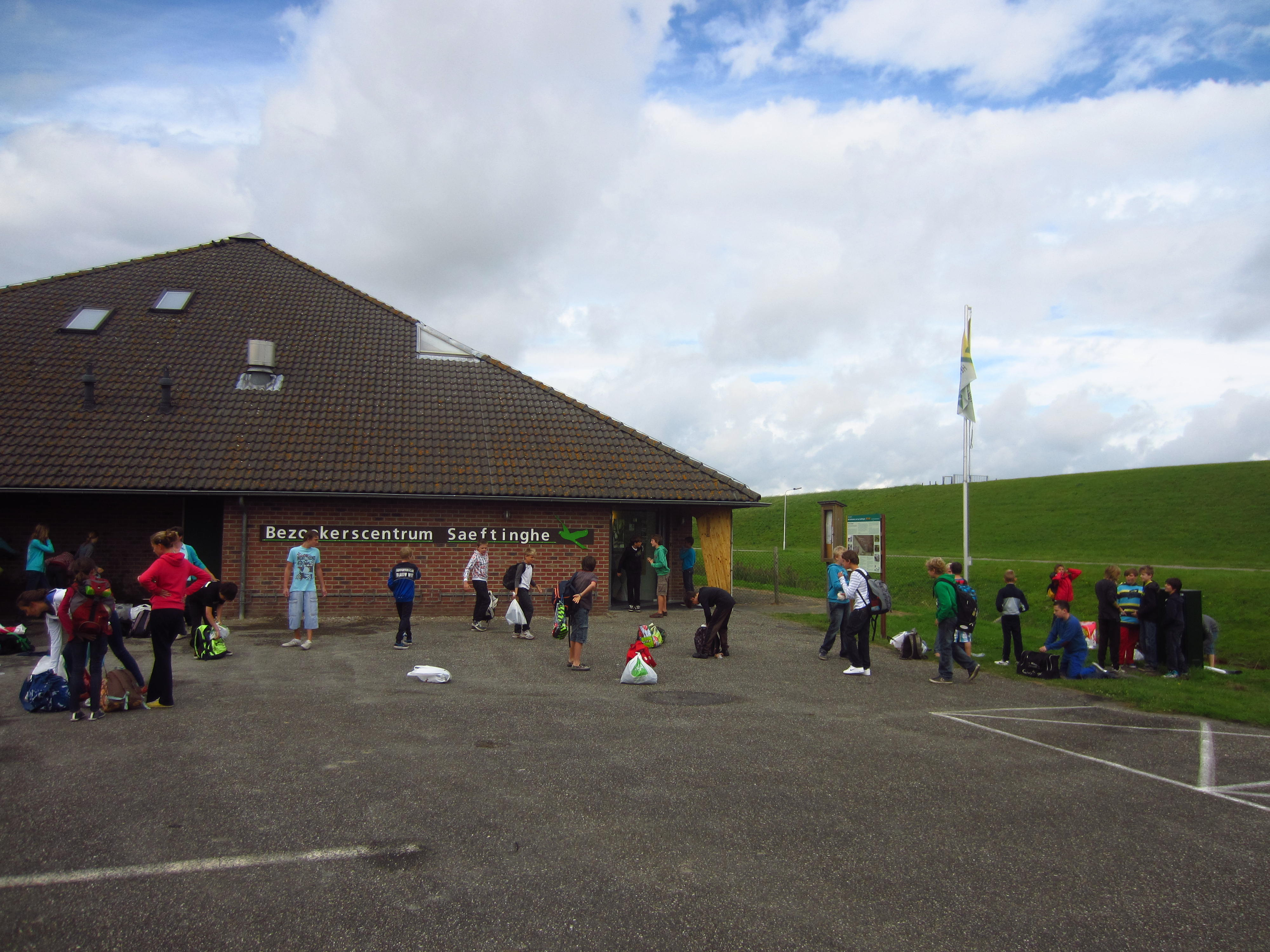
Das Besucherzentrum des Naturschutzgebietes

Das Gebiet wird von der Stiftung Het Zeeuwse Landschap verwaltet. Eine Fläche von rund 400 Hektar in der Umgebung von Emmadorp und Paal ist für Besucher zugänglich. Der größte Teil des Gebietes ist zum Schutz der Natur nur für geführte Gruppen geöffnet. Seit 1997 gibt es in Emmadorp ein Besucherzentrum, von dem aus Ausflüge organisiert werden. Von 1997 bis 2007 haben jährlich rund 12.000 Besucher an den Exkursionen teilgenommen. Vom Besucherzentrum aus sind zwei Wanderwege angelegt: der Bohlenpfad (plankierroute) und die Raue-Stiefel-Route (ruige laarzenroute).